# Мурад, Зухаир
Зухаир Мурад (араб. زهير مراد‎, род. 1 января 1971 года) ― ливанский модельер.

## Биография
Зухаир Мурад родился в католической семье мелькитов в Рас-Баальбеке. Вскоре после окончания средней школы Мурад переехал в Париж, где получил степень в области моды.
В 1999 году он впервые появился на подиумах Рима с известной коллекцией, которая привела к его участию в итальянском календаре. В 1995 году Мурад открыл свой третий магазин в Бейруте. Его коллекции включают одежду Haute couture, Прет-а-порте и аксессуары. В настоящее время разрабатываются планы по расширению модной линейки, включающей косметические товары, парфюмерию, купальники и нижнее белье, а также мебель. Были открыты два бутика (включая выставочные залы): первый в Бейруте на проспекте Шарля Хелу и второй на улице Франсуа I в Париже. У него также есть выставочный зал в Милане на Виа Боргонья.
Адель, Марион Котийяр, Тейлор Свифт, Кэрри Андервуд, Ивана Трамп, Шерил Фернандес-Версини, Бейонсе Ноулз, Дженнифер Лопес, Келли Пиклер, Наджва Карам, Шакира, Кэти Перри, Кристина Эпплгейт, Ванесса Уильямс, Ана Ортис и многие другие были замечены в его платьях. Приянка Чопра была одета в белое украшенное платье без бретелек от Мурада на своей первой церемонии вручения премии Оскар в 2016 году. Майли Сайрус была замечена в одном из его творений на церемонии вручения премии Оскар, а Кристина Агилера и Дженнифер Лопес надевали его платья на церемонии вручения премии Золотой глобус 2011 года. Он также разработал платье для Мисс Франция Хлои Морто для конкурса Мисс Вселенная 2009 и 5 платьев для финала Мисс Франция 2010. Флоренс Уэлч была замечена в одном из его творений во время вручения премии Brits Awards.
Нина Добрев, Кристина Агилера, Ванда Сайкс и певица Джуэл были замечены в платьях от Мурада на церемонии вручения премии Эмми 2010 года. Керри Вашингтон была одета в одно из его платьев на церемонии вручения премии Эмми 2011 года. Принцесса аль-Тавиль из Саудовской Аравии надела его творение, когда присутствовала на свадьбе принца Уильяма и Кэтрин, герцогини Кембриджской.
Блейк Лайвли также была одета в платье из его коллекции Haute couture весна 2012 года на премьере фильма «Дикари» в Вествуд-Виллидж. Ранее её также видели в платье Мурада в сериале «Сплетница». Кристен Стюарт надевала платье от Мурада на кинофестивале в Торонто 2012 года, а также на премьере фильма «Сумерки. Сага: Рассвет — Часть 2».
Французская актриса Марион Котийяр была одета в платье от Мурада на церемонии вручения премии Critics' Choice Awards 2013.